# Saison 2025 de l'équipe cycliste masculine Movistar
La saison 2025 de l'équipe cycliste Movistar est la quarante-sixième de cette équipe.

## Coureurs et encadrement technique

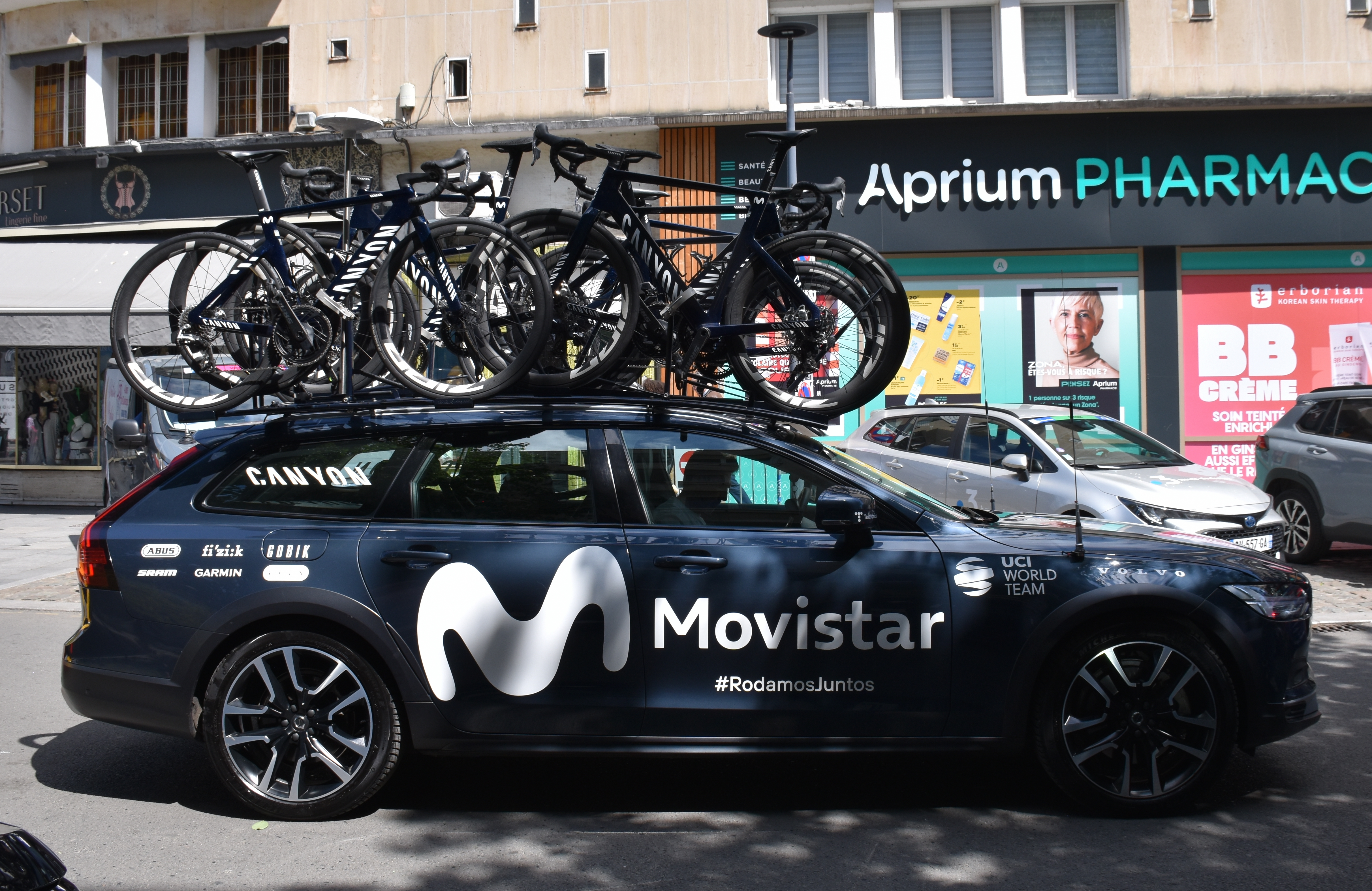
Véhicule Movistar Team lors des Quatre Jours de Dunkerque 2025

### Effectif
| Coureur             | Date de Nais.    | Nationalité | Équipe en 2024          | Vict. | Cont.             | Maillot dist.              |
| ------------------- | ---------------- | ----------- | ----------------------- | ----- | ----------------- | -------------------------- |
| Jorge Arcas         | 8 juillet 1992   | Espagne     | Movistar Team           | 0     | 01/2016 - 12/2025 |                            |
| Orluis Aular        | 5 novembre 1996  | Venezuela   | Caja Rural-Seguros RGA  | 2     | 01/2025 - 12/2026 | - Route - Contre-la-montre |
| Jon Barrenetxea     | 20 avril 2000    | Espagne     | Movistar Team           | 1     | 01/2024 - 12/2028 |                            |
| Will Barta          | 4 janvier 1996   | États-Unis  | Movistar Team           | 0     | 01/2022 - 12/2025 |                            |
| Carlos Canal        | 28 juin 2001     | Espagne     | Movistar Team           | 0     | 01/2024 - 12/2028 |                            |
| Pablo Castrillo     | 2 janvier 2001   | Espagne     | Equipo Kern Pharma      | 0     | 01/2025 - 12/2027 |                            |
| Jefferson Cepeda    | 2 mars 1996      | Équateur    | Caja Rural-Seguros RGA  | 1     | 01/2025 - 12/2026 | - Contre-la-montre         |
| Davide Cimolai      | 13 août 1989     | Italie      | Movistar Team           | 0     | 01/2024 - 12/2025 |                            |
| Davide Formolo      | 25 octobre 1992  | Italie      | Movistar Team           | 0     | 01/2024 - 12/2026 |                            |
| Iván García Cortina | 20 novembre 1995 | Espagne     | Movistar Team           | 1     | 01/2021 - 12/2026 |                            |
| Fernando Gaviria    | 19 août 1994     | Colombie    | Movistar Team           | 0     | 01/2023 - 12/2025 |                            |
| Ruben Guerreiro     | 6 juillet 1994   | Portugal    | Movistar Team           | 0     | 01/2023 - 12/2025 |                            |
| Michel Hessmann     | 6 avril 2001     | Allemagne   | Team Visma-Lease a Bike | 0     | 01/2025 - 12/2026 |                            |
| Enric Mas           | 7 janvier 1995   | Espagne     | Movistar Team           | 0     | 01/2020 - 12/2029 |                            |
| Lorenzo Milesi      | 19 mars 2002     | Italie      | Movistar Team           | 0     | 01/2024 - 12/2026 |                            |
| Manlio Moro         | 17 mars 2002     | Italie      | Movistar Team           | 0     | 01/2024 - 12/2026 |                            |
| Gregor Mühlberger   | 4 avril 1994     | Autriche    | Movistar Team           | 0     | 01/2021 - 12/2025 |                            |
| Mathias Norsgaard   | 5 mai 1997       | Danemark    | Movistar Team           | 0     | 01/2020 - 12/2026 |                            |
| Nélson Oliveira     | 6 mars 1989      | Portugal    | Movistar Team           | 0     | 01/2016 - 12/2025 |                            |
| Antonio Pedrero     | 23 octobre 1991  | Espagne     | Movistar Team           | 0     | 01/2016 - 12/2025 |                            |
| Diego Pescador      | 21 décembre 2004 | Colombie    | GW Erco Shimano         | 0     | 01/2025 - 12/2027 |                            |
| Nairo Quintana      | 4 février 1990   | Colombie    | Movistar Team           | 0     | 01/2024 - 12/2025 |                            |
| Iván Romeo          | 16 août 2003     | Espagne     | Movistar Team           | 3     | 01/2023 - 12/2028 | - Route                    |
| Javier Romo         | 6 janvier 1999   | Espagne     | Movistar Team           | 1     | 01/2024 - 12/2028 | - Contre-la-montre U23     |
| Einer Rubio         | 22 février 1998  | Colombie    | Movistar Team           | 0     | 01/2020 - 12/2026 |                            |
| Pelayo Sánchez      | 27 mars 2000     | Espagne     | Movistar Team           | 0     | 01/2024 - 12/2028 |                            |
| Gonzalo Serrano     | 17 août 1994     | Espagne     | Movistar Team           | 0     | 01/2021 - 12/2026 |                            |
| Natnael Tesfatsion  | 23 mai 1999      | Érythrée    | Lidl-Trek               | 0     | 01/2025 - 12/2026 |                            |
| Albert Torres       | 26 avril 1990    | Espagne     | Movistar Team           | 0     | 01/2020 - 12/2025 |                            |

## Champions nationaux, continentaux et mondiaux
| Date            | Course                                         | Maillot | Coureurs         | Pays      | Lieu      |
| --------------- | ---------------------------------------------- | ------- | ---------------- | --------- | --------- |
| 31 janvier 2025 | Championnat d'Équateur du contre-la-montre     |         | Jefferson Cepeda | Équateur  | Atuntaqui |
| 26 juin 2025    | Championnat du Venezuela du contre-la-montre   |         | Orluis Aular     | Venezuela |           |
| 29 juin 2025    | Championnat d'Espagne de cyclisme sur route    |         | Iván Romeo       | Espagne   | Grenade   |
| 29 juin 2025    | Championnat du Venezuela de cyclisme sur route |         | Orluis Aular     | Venezuela |           |